# Calyptotheca circularis
Calyptotheca circularis är en mossdjursart som beskrevs av Harmer 1957. Calyptotheca circularis ingår i släktet Calyptotheca och familjen Parmulariidae. Inga underarter finns listade i Catalogue of Life.